# 哥倫比亞鎮區 (印地安納州吉布森縣)
哥倫比亞鎮區（英語：Columbia Township）是位於美國印地安納州吉布森縣的一個行政鎮區。

## 地方資料
根據2010年美國人口普查的數據，哥倫比亞鎮區的面積為80.40平方千米，當中陸地面積為79.00平方千米，而水域面積為1.40平方千米。當地共有人口3868人，而人口密度為每平方千米48.11人。